# Louis Outhier
Louis Outhier, né le 2 décembre 1930 à Belfort et mort le 10 octobre 2021 à Mougins,, est un chef cuisinier français, connu pour avoir dirigé le restaurant L'Oasis, situé à La Napoule, près de Cannes sur la Côte d'Azur, de 1954 à 1988.

## Carrière
Louis Outhier est un précurseur de la nouvelle cuisine, un mouvement qui révolutionnera la gastronomie française dans les années 70.
Il a fait son apprentissage sous Fernand Point au restaurant La Pyramide à Vienne (Isère), en même temps que Jean Troisgros et Paul Bocuse.
Il est l'un des rares chefs de l'histoire à avoir obtenu simultanément trois étoiles au guide Michelin (de 1969 à 1988) pour son travail au restaurant L'Oasis. De nombreuses personnalités de la gastronomie française travailleront dans cet établissement, notamment Jean-Marie Meulien, Jacques Chibois, Jean-Georges Vongerichten, et surtout Stéphane Raimbault qui reprendra les rênes du restaurant en 1989.
L'une des particularités de Louis Outhier était son habitude de cuisiner en chemise et cravate sous sa veste de cuisine.